# This Is The Moody Blues
This Is The Moody Blues è una raccolta di brani dei The Moody Blues del 1974.

## Tracce

### Disco 1

#### Lato A
1. Question (Justin Hayward)  (originariamente apparso in A Question of Balance)  – 5:39
2. The Actor (Hayward)  (originariamente apparso in In Search of the Lost Chord) – 4:11
3. The Word (Graeme Edge)   (originariamente apparso in In Search of the Lost Chord) – 0:51
4. Eyes of a Child (John Lodge)   (originariamente apparso in To Our Children's Children's Children) – 2:34
5. Dear Diary (Ray Thomas)   (originariamente apparso in On the Threshold of a Dream) – 3:56
6. Legend of a Mind (Thomas)  (originariamente apparso in In Search of the Lost Chord) – 6:37

#### Lato B
1. In the Beginning (Edge)  (originariamente apparso in On the Threshold of a Dream) – 2:06
2. Lovely to See You (Hayward)   (originariamente apparso in On the Threshold of a Dream) – 2:35
3. Never Comes the Day (Hayward)   (originariamente apparso in On the Threshold of a Dream) – 4:39
4. Isn't Life Strange (Lodge)   (originariamente apparso in Seventh Sojourn) – 5:32
5. The Dream (Edge)  (originariamente apparso in On the Threshold of a Dream) – 0:52
6. Have You Heard (Part 1) (Mike Pinder)  (originariamente apparso in On the Threshold of a Dream) – 1:23
7. The Voyage (Pinder)   (originariamente apparso in On the Threshold of a Dream) – 4:08
8. Have You Heard (Part 2) (Pinder)   (originariamente apparso in On the Threshold of a Dream) – 2:08

### Disco 2

#### Lato A
1. Ride My See-Saw (Lodge)  (originariamente apparso in In Search of the Lost Chord) – 3:32
2. Tuesday Afternoon (Hayward)   (originariamente apparso in Days of Future Passed) – 4:04
3. And the Tide Rushes In (Thomas)  (originariamente apparso in A Question of Balance) – 2:54
4. New Horizons (Hayward)   (originariamente apparso in Seventh Sojourn) – 5:06
5. A Simple Game (Pinder)  (not previously released on album, B-side to UK Ride My See-Saw single) – 3:18
6. Watching and Waiting (Hayward, Thomas)   (originariamente apparso in To Our Children's Children's Children) – 4:21

#### Lato B
1. I'm Just a Singer (In a Rock and Roll Band) (Lodge)  (originariamente apparso in Seventh Sojourn) – 4:11
2. For My Lady (Thomas)  (originariamente apparso in Seventh Sojourn)  – 3:54
3. The Story in Your Eyes (Hayward)   (originariamente apparso in Every Good Boy Deserves Favour) – 2:45
4. Melancholy Man (Pinder)  (originariamente apparso in A Question of Balance) – 5:05
5. Nights in White Satin (Hayward)   (originariamente apparso in Days of Future Passed) – 4:33
6. Late Lament (Edge, Peter Knight)   (originariamente apparso in Days of Future Passed) – 2:33

## Formazione
- Justin Hayward - chitarra, voce
- John Lodge - basso, voce
- Michael Pinder - tastiera, voce
- Ray Thomas - flauto, voce
- Graeme Edge - batteria